# Sixto Rodriguez

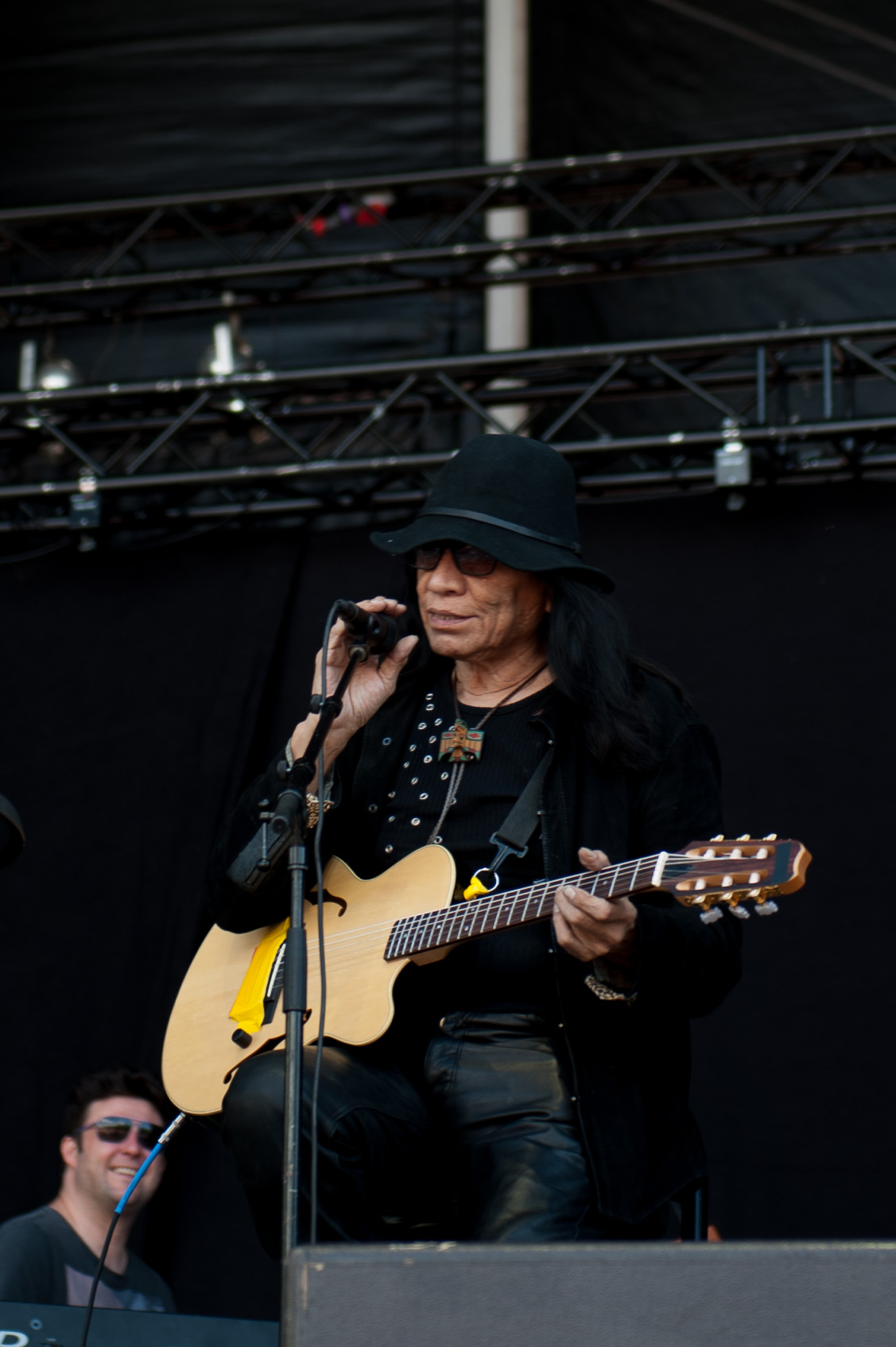
Sixto Rodriguez på Way Out West 2013.

Sixto Diaz Rodriguez (även känd som Rodríguez och Jesús Rodríguez), född 10 juli 1942 i Detroit, Michigan, död 8 augusti 2023 i Detroit, var en amerikansk folkmusiker.

## Karriär
Rodriguez förnamn Sixto kommer av att han var det sjätte barnet i familjen. Hans föräldrar invandrade till USA från Mexiko på 1920-talet.
Han singeldebuterade 1967 med låten "I'll Slip Away", vilken utgavs under namnet Rod Riguez på skivbolaget Impact. Singeln följdes av tre års tystnad, varefter han kontrakterades av Sussex Records. I samband med övergången till Sussex ändrade han sitt artistnamn till endast Rodriguez.
Rodriguez kom att ge ut två album på bolaget: 1970 års Cold Fact och 1971 års Coming from Reality. Som en följd av utebliven försäljningsframgång avbröt emellertid Sussex Records samarbetet med Rodriguez. Efter detta lade han musikkarriären på hyllan.
Rodriguez var relativt okänd i hemlandet, men började i mitten av 1970-talet att få sina låtar spelade i radio i länder som Sydafrika, Zimbabwe, Nya Zeeland och Australien. Ett australiskt skivbolag, Blue Goose Music, köpte rättigheterna till Rodriguez låtar och återutgav hans två studioalbum. Man utgav även ett samlingsalbum med tidigare outgivna låtar samt en nyinspelning av "I'll Slip Away". Samlingsskivan sålde platina i Sydafrika, dock utan Rodriguez vetskap; han fick inte veta om sina framgångar i Sydafrika förrän 1998. I dessa länder kom Rodriguez dock att omges av en enorm mystik bland sina fans på grund av sin anonymitet i USA, vilket gav upphov till en rad rykten om att han skulle ha tagit livet av sig genom att tända eld på sig själv under en konsert, tagit en överdos, blivit skjuten eller försvunnit spårlöst.
Stärkt av framgångarna i Australien och på Nya Zeeland, som han dock kände till, turnerade Rodriguez i Australien 1979 med "The Mark Gillespie Band". Två föreställningar från denna turné sammanställdes och gavs ut som liveskivan Alive. Titeln syftade till att bemöta en ryktesspridning om Rodriguez död. 1981 genomfördes ytterligare en Australien-turné, den här gången tillsammans med Midnight Oil, varefter Rodriguez återigen lämnade musikkarriären. Vetskap om dessa turnéer i Australien nådde dock aldrig det slutna och isolerade Sydafrika, där mystiken kring Rodriguez skulle komma att hålla i sig långt in på 1990-talet.
1991 släpptes Rodriguez båda studioalbum på CD i Sydafrika för första gången. Rodriguez själv visste inte om att han var så populär i Sydafrika förrän 1998, när hans äldsta dotter fann en webbplats dedikerad till honom. Ett antal hängivna Rodriguezfans i Sydafrika hade skapat hemsidan för att försöka få reda på mer information om sin idol. Som ett resultat av detta turnerade han Sydafrika samma år. En dokumentär, Dead Men Don't Tour, som spelades in under turnén sändes i SABC TV 2001. Konserter i Sverige och Sydafrika följde.
2002 fanns Rodriguez låt "Sugar Man" med på DJ David Holmes mixalbum Come Get It I Got It, vilket medförde ytterligare speltid i australisk radio. Nämnda "Sugar Man" fanns även med på soundtracket till filmen Candy 2006. 2007 återvände han för att ge konserter i Australien.
2009 återutgavs Rodriguez två studioalbum på nytt av Light in the Attic Records.
Från 1998 turnerade Rodriguez regelbundet världen över och kommit att bli en mycket uppskattad artist. 2013 tillkännagav Rodriguez att han planerar att spela in en ny skiva, den första på över 40 år, som bland annat kommer att innehålla ett antal låtar från en ofullbordad skiva som påbörjades 1973.
2012 hade den svenska dokumentärfilmen Searching for Sugar Man premiär. Filmen skildrar Rodriguez liv och vann 2013 års Oscar för bästa dokumentärfilm samt har vunnit flera andra internationella priser.

## Död
Sixto Rodriguez dog den 8 augusti 2023, 81 år gammal.

## Diskografi

### Singlar
USA
- "I'll Slip Away" b/w "You'd Like to Admit It" (1967 som Rod Riguez)
- "Inner City Blues" b/w "Forget It" (1970)
- "To Whom It May Concern" b/w "I Think of You" (1970)

Australien
- "Sugar Man" b/w "Inner City Blues" (1977)
- "Climb Up on My Music" b/w "To Whom It May Concern" (1978)
- "Sugar Man" b/w "Tom Cat" (av Muddy Waters) (2002)

### Studioalbum
- Cold Fact (1970)
- Coming from Reality (1971)

### Livealbum
- Rodriguez Alive (Australien – 1981)
- Live Fact (Sydafrika – 1998)

### Samlingsalbum
- After the Fact (återutgåva av Coming From Reality; Sydafrika – 1976)
- At His Best (Australien – 1977)
- The Best of Rodriguez (Sydafrika – 1982)
- Sugarman: The Best of Rodriguez (Sydafrika – 2005)